# Философ

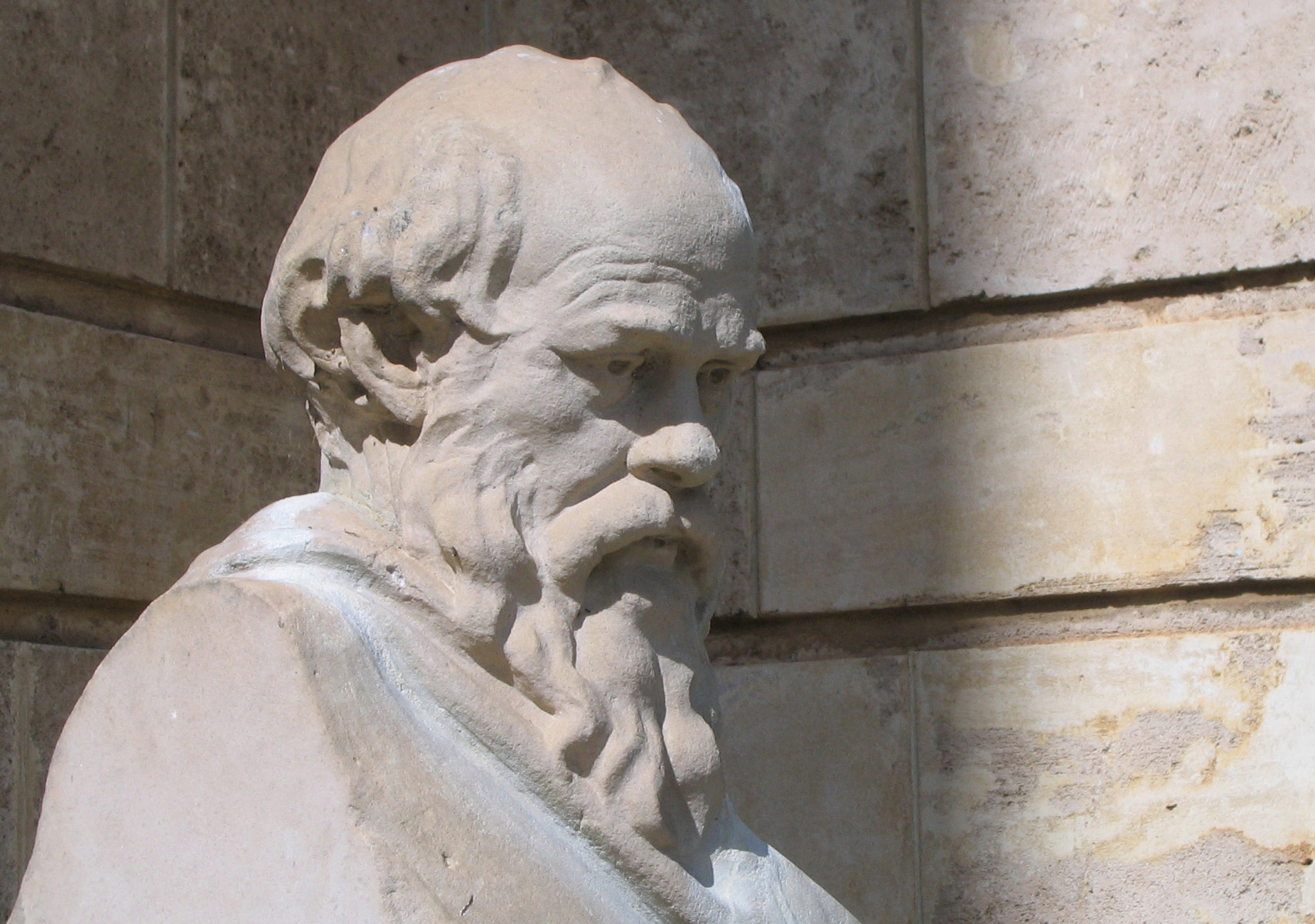
Сократ

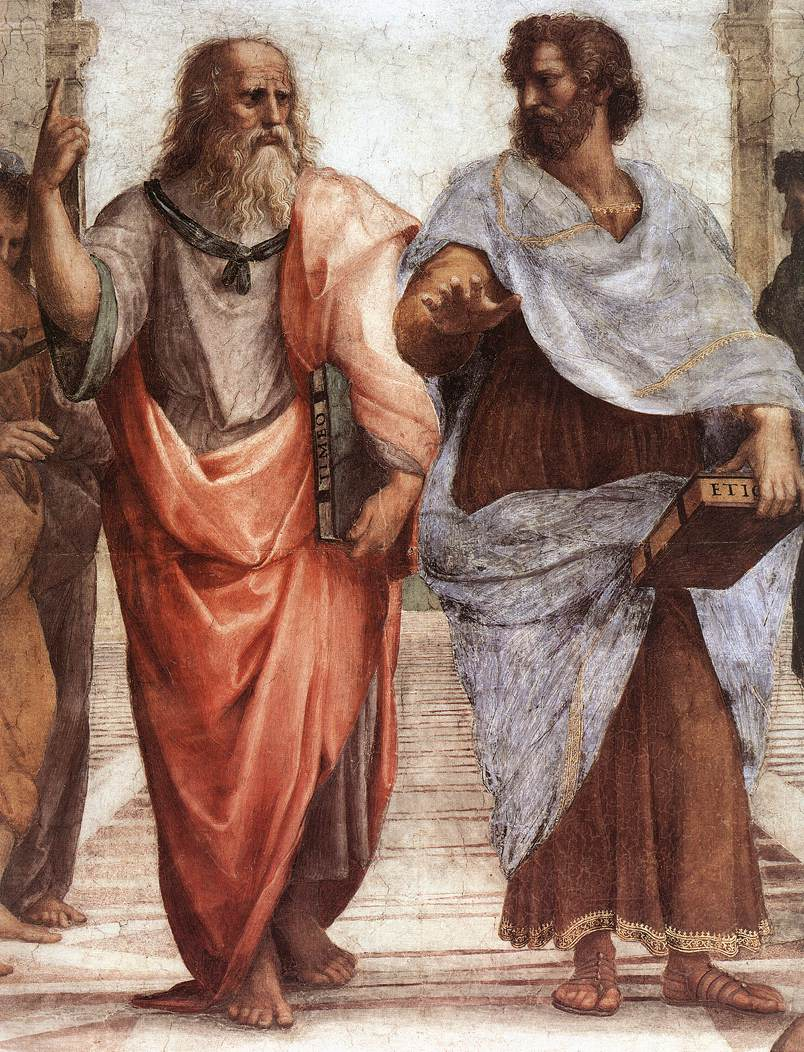
Платон и Аристотель

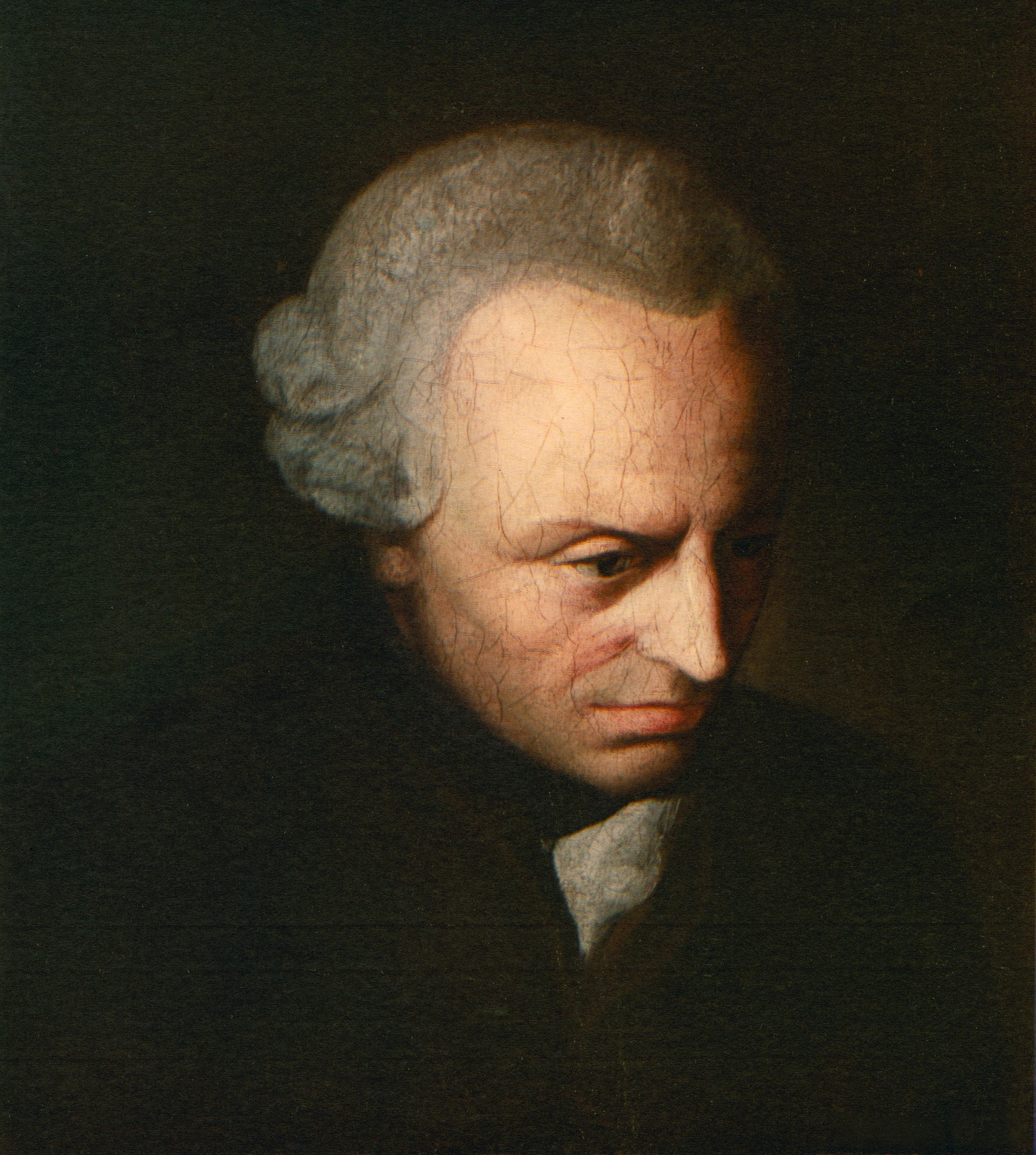
Иммануил Кант

Фило́соф (др.-греч. φιλόσοφος — «любящий мудрость») — профессиональный мыслитель, занимающийся разработкой вопросов мировоззрения.
Философом также может называться человек, принадлежащий к определённой философской школе, разделяющий её идеи или живущий в соответствии с этими идеями, то есть осуществляющий философию как образ жизни (смотрите, например: Диоген).
Согласно Канту, основной смысл философии состоит в её гуманистическом признании, — отмечает академик Ойзерман — философ есть человек, одушевлённый бескомпромиссным сознанием своей абсолютной ответственности перед самим собой и тем самым перед всем человечеством.
У Платона встречается сравнение философов с борцами.
Первыми философами называют[кто?] милетцев.

## История термина
Термин «философ» (др.-греч. φιλόσοφος) старше термина «философия», изначально применялся для обозначения образованного человека вообще. В том смысле, в котором он употреблялся в античности, его впервые использовал древнегреческий философ Пифагор.
По сообщению Диогена Лаэртского:

Философию философией [любомудрием], а себя философом [любомудром] впервые стал называть Пифагор… мудрецом же, по его словам, может быть только Бог, а не человек. Ибо преждевременно было бы философию называть «мудростью», а упражняющегося в ней — «мудрецом», как если бы он изострил уже свой дух до предела; а философ [«любомудр»] — это просто тот, кто испытывает влечение к мудрости.
И в другом месте, на вопрос, кто он такой, Пифагор отвечает: «„Философ“, что значит „любомудр“», философы, по его словам, тяготеют «до единой только истины».
Пифагор не оставил после себя сочинений, так что первый автор, у которого встречается слово «философ», это Гераклит:

Очень много должны знать мужи-философы.
Философ у Гераклита — это, судя по дошедшим до нас отрывкам его сочинения, «исследователь природы вещей», отмечает Ф. Х. Кессиди. Также Дидро однажды заметил, что звание философа он дает лишь тому, кто постоянно стремится к поиску истины — и «к практике добродетели».
Общее значение термин "философ" приобрел лишь в 18 веке (его эволюцию описала одноименная анонимная работа, вышедшая в Амстердаме в 1743 году), обозначив мыслителей, «отделивших себя от Бога, чтобы интересоваться прежде всего обществом».
Философы не вырастают как грибы из земли, они - продукт своего времени, своего народа, самые тонкие, драгоценные и невидимые соки которого концентрируются в философских идеях.

## Исторические образы философа
- Мудрец
- Софист
- Теург (маг)
- Философ-учёный
- Философ-художник
- Богослов
- Профессор философии